# Arianna (película)
Arianna es una película italiana de drama y coming-of-age de 2015 dirigida por Carlo Lavagna y escrita por Lavagna, Carlo Salsa y Chiara Barzini. Durante su paso por el circuito de festivales, ganó diferentes premios y nominaciones.

## Sinopsis
El filme relata la historia de Arianna, quien afirma al comienzo de la película que nació tres veces: primero como niño, luego como niña, y finalmente, años después, como alguien que por fin empieza a descubrir su verdadera identidad de género. A los 19 años, durante un verano en la casa familiar junto a un lago, Arianna comienza a enfrentarse a las preguntas que ha evitado durante toda su vida.

## Reparto

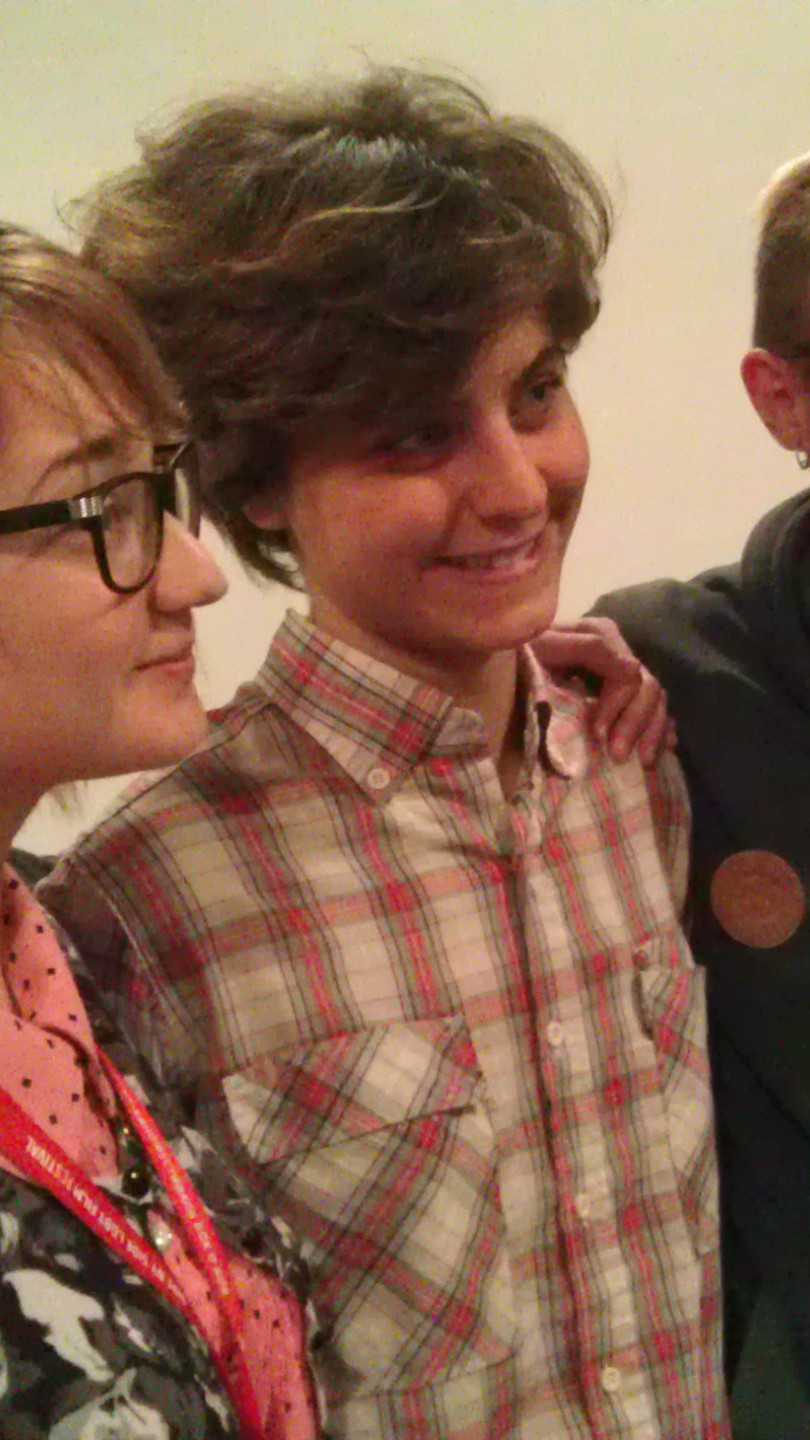
La actriz Ondina Quadri representó el papel principal del filme y obtuvo premios y reconocimientos por su desempeño.

- Ondina Quadri es Arianna
- Massimo Popolizio es Marcello
- Valentina Carnelutti es Adele
- Corrado Sassi es Arduino
- Blu Yoshimi es Celeste
- Eduardo Valdarini es Martino
- Lidia Vitale es la ginecóloga

Fuente:

## Producción
Carlo Lavagna escribió la historia junto con Carlo Salsa y Chiara Barzini. Hélène Louvart se encargó de la fotografía, mientras que Lizabeth Gelber realizó el montaje y Emanuele De Raymondi aportó la banda sonora. El filme fue producido por Tommaso Bertani y Damiano Ticconi y fue distribuido en Italia por la compañía Luce Cinecittà en colaboración con Rai Cinema.

## Estreno y premios
La película participó en la sección Venice Days del 72.º Festival Internacional de Cine de Venecia, donde obtuvo los galardones de filme italiano revelación y mejor actriz revelación. Además, Quadri ganó el premio a mejor actriz en los Golden Globes italianos. Por este trabajo, Lavagna fue nominado al Premio David di Donatello en la categoría de mejor nuevo director.  También ganó el premio del jurado en Les rencontres du cinéma italien à Toulouse, en el Festival Internacional de Cine de Dallas y en el Villerupt Italian Film Festival.
El filme fue exhibido en más de veinte eventos entre 2015 y 2016, entre los que destacan el Festival Internacional de Cine de Cleveland, De Rome à Paris, la Festa do Cinema Italiano, el Filmfest München, el Festival Internacional de Cine de Guadalajara y la Semana de Cine Italiano de Buenos Aires.

## Recepción
Para Guy Lodge de Variety, la «elegante y tierna ópera prima de Carlo Lavagna es una valiosa adición al creciente cúmulo de estudios de género alternativos en el cine». Sarah Boslaugh del portal Playback elogió la labor de Louvart: «El viaje de Arianna está tratado con sensibilidad y la fotografía de Hélène Louvart  es de una belleza impresionante». En su reseña, la crítica le otorgó siete estrellas de diez posibles.
Emiliano Morreale de L'Espresso afirmó: «Llama la atención la verosimilitud de las situaciones, los diálogos y sus ritmos; la mirada del director sigue suavemente a la protagonista, con delicadeza y elegancia de tacto, y un hilo de esteticismo. La atención a los cuerpos, sensible y nunca morbosa, está bien insertada en una continua interacción con los paisajes de campo, lagos e islas».  En el diario La Reppublica se destacó la actuación de Quadri: «Esta película de Carlo Lavagna explora el tema de la identidad sexual con la delicadeza adecuada y no podría encontrar una protagonista más intensa y conmovedora que Ondina Quadri, con la incomodidad de sus movimientos y la mirada magnética de sus ojos claros».
La reseña de Cristina Piccino para Il Manifesto fue más tibia. Afirmó que, a pesar de contar con un reparto reconocido, el filme «se deje tentar por los defectos comunes del cine italiano, sobre todo la necesidad de explicar, cerrar y circunscribir».